# Gebänderter Fidschileguan
Der Gebänderte Fidschileguan (Brachylophus fasciatus) ist eine von vier Arten der Fidschileguane.

## Aussehen
Der Gebänderte Fidschileguan erreicht eine Kopf-Rumpf-Länge von durchschnittlich 17 bis 18 Zentimetern. Die Gesamtlänge liegt bei rund 70 Zentimetern, der Schwanz kann also über 40 Zentimeter lang werden. Das Gewicht beträgt bis zu 200 Gramm. Es gibt aber auch größere Exemplare mit fast einem Meter Länge. Er ist somit ein großer Vertreter aus der Familie der Leguane, jedoch kleiner als der Grüne Leguan, dem er ähnlich sieht. Die Tiere haben einen flachen Körperbau. Auf dem Rücken tragen sie einen kleinen, kaum sichtbaren Kamm. Der lange Schwanz läuft zum Ende hin spitz zu. Die Finger und die Zehen sind mit sehr langen, spitzen Krallen versehen. Das Weibchen ist einheitlich grün gefärbt. Das Männchen hingegen trägt ein Bändermuster aus hellgrünen und dunkelgrünen, dicken Querstreifen am Körper, der Hals ist mit einem hellen Fleck versehen.

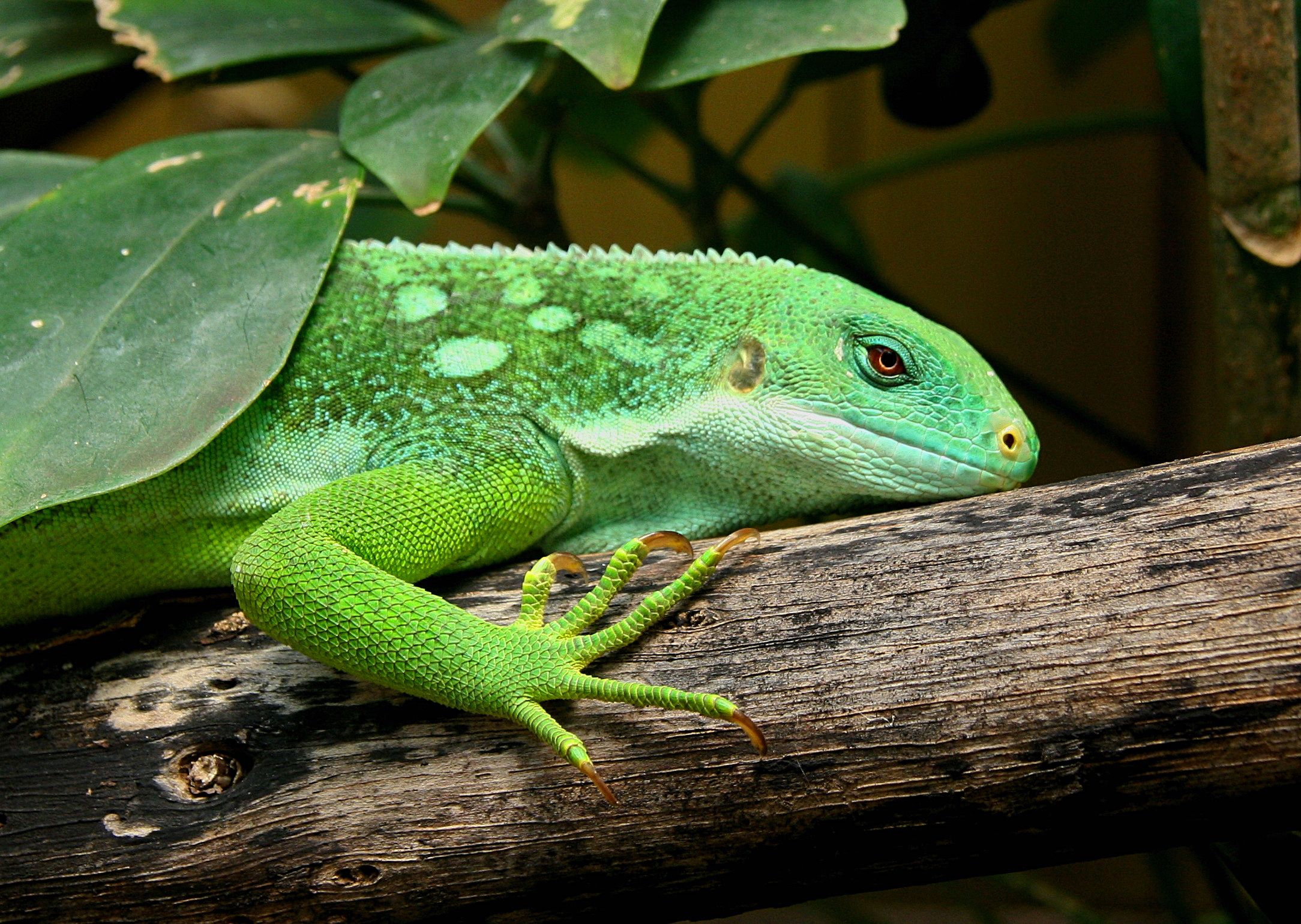
Kopf des Gebänderten Fidschileguans
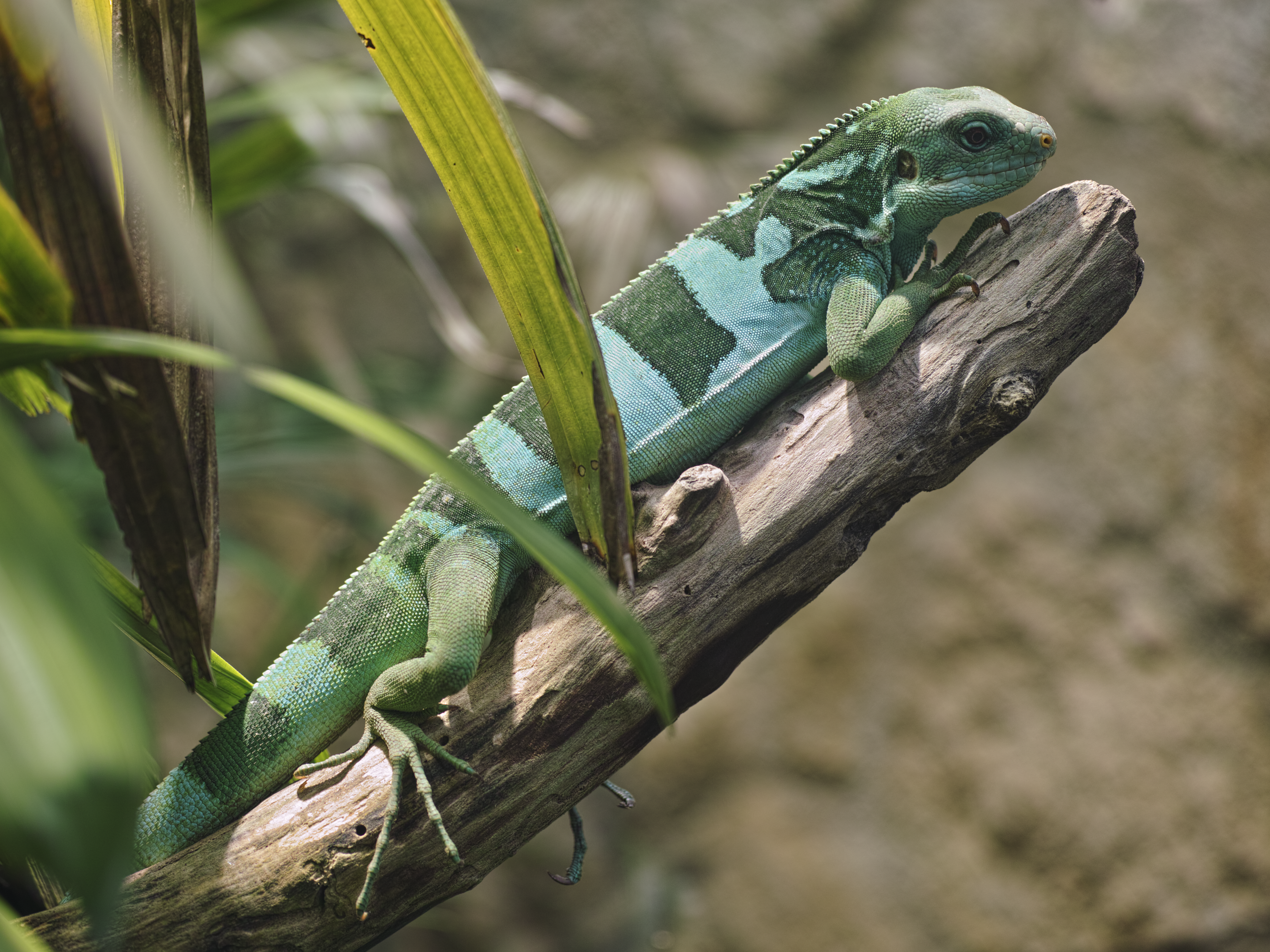
Gebänderter Fidschileguan
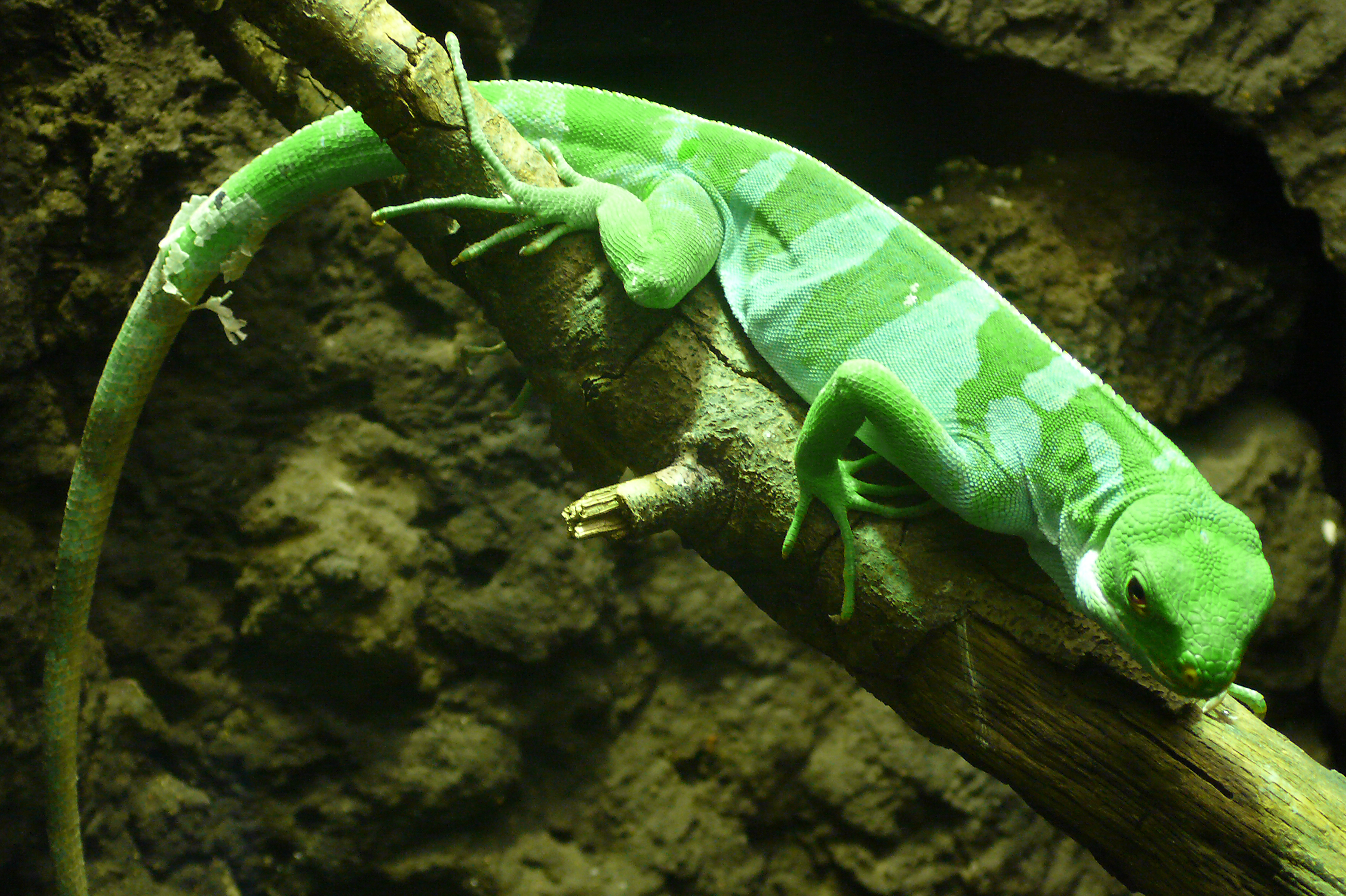
Gebänderter Fidschileguan beim Häuten

## Lebensweise
Der Gebänderte Fidschileguan ernährt sich von Blättern und anderem Pflanzenmaterial. Tagsüber ruhen diese Tiere in den Kronen hoher Bäume. Die Lebenserwartung beträgt ca. 10–15 Jahre.

## Verbreitung und Lebensraum

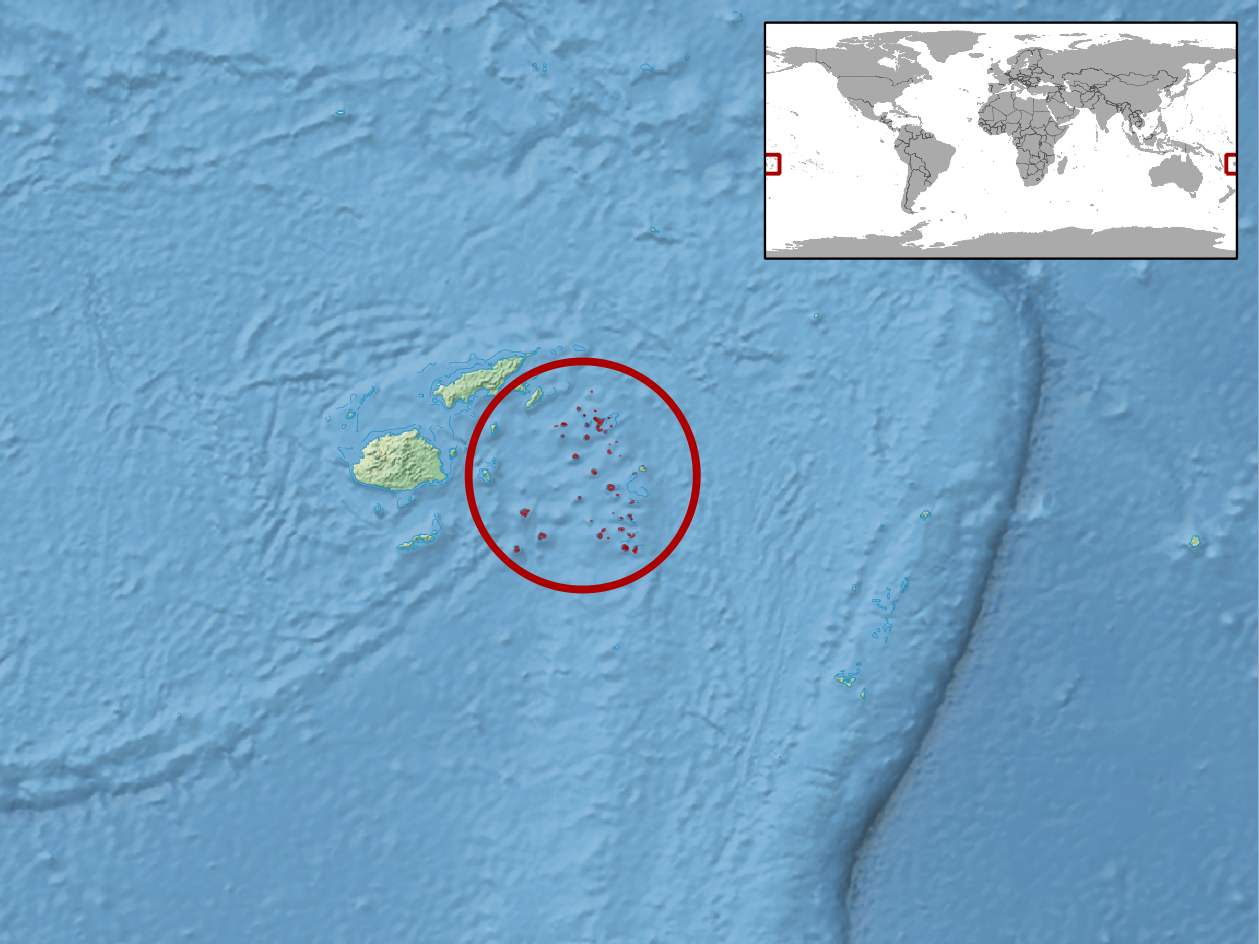
Verbreitungskarte des Kurzkammleguans

Diese Art kommt auf den Inseln der Staaten Tonga und Fidschi vor. Sie bevorzugt die Wälder.

## Fortpflanzung
Es ist kaum etwas über die Fortpflanzung bekannt, außer dass diese Tiere erst im Alter von 4 Jahren die Geschlechtsreife erreichen. Das Weibchen legt in ein Nest 5 Eier.

## Gefährdung und Schutzmaßnahmen
Die IUCN stuft diese Art wegen der Zerstörung ihres Lebensraumes, der Einführung von Katzen, Ratten, Ziegen und Schweinen sowie des Grünen Leguans, der den Gebänderten Fidschileguan verdrängt, und der Ameisenart  Anoplolepis gracilipes als stark gefährdet (endangered) ein. Katzen, Ratten und Schweine zerstören die Gelege der Tiere, die Ziegen fressen ihren Lebensraum kahl. Darüber hinaus wird ihr Lebensraum durch Holzeinschlag und den Bau von Straßen zunehmend verkleinert. Vom Menschen wird diese Art nicht bejagt, es gibt aber viele Wildfänge für den Zoohandel, obwohl die Art im Washingtoner Artenschutzübereinkommen CITES im Anhang I gelistet ist und nicht gehandelt werden darf. Zum Schutz der Art werden die invasiven Arten auf den Inseln bekämpft und es sind weitere Forschungen zum Abstimmen konkreter Schutzmaßnahmen im Gange.